# مریز ایگلو (آلاسکا)

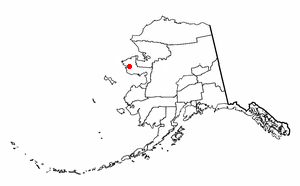
موقعیت تلر در نقشه آلاسکا، نزدیک‌ترین اجتماع به مریز ایگلو.

مریز ایگلو، آلاسکا (انگلیسی: Mary's Igloo, Alaska)یک روستای ول شده رد حوزه سرشماری روستاهای سازمان‌نیافته آلاسکا به‌شمار می‌رود. اغلب ساکنین پیشین آن در تلر آلاسکا ساکن هستند.